# دعوة فردية
الدعوة الفرية عمليةٌ يقوم بها فردٌ لإيصال فردٍ آخر لمرحلةٍ معينةٍ، سواءٌ كانت هذه المرحلة مرحلةً فكريةً (توصيل مفاهيم وأفكار)، أو مرحلةً تربويةً (القيام بسلوكيات تربوية معينة).

## مراحل الدعوة الفردية
في كتاب الدعوة الفردية للمرشد العام للإخوان المسلمين مصطفى مشهور قام بتقسم الدعوة الفردية إلي سبعة مراحل:
- أولا: الاختيار والتعارف
- ثانيا: إيقاظ الإيمان المخدر
- ثالثا: مساعدة المدعو علي طاعة الله والتحلي بالأخلاق الإسلامية
- رابعا: شمولية الإسلام: وعدم قصر الإسلام علي العبادات كالصلاة والصيام ولكنه يشمل كل مناحي الحياة
- خامسا: واقع المسلمين اليوم ووجوب العمل للإسلام
- سادسا: وجوب العمل الجماعي
- سابعا: اختيار الجماعة

## وصلات خارجية
- كتاب الدعوة الفردية، للمرشد العام للإخوان مصطفى مشهور
- سبعة أخطاء في طريق الدعوة الفردية، إخوان أون لاين، 16 يناير 2008
- المحور الرابع "الدعوة الفردية"، ورشة عمل صناعة الدعاة، إسلام أون لاين
- أسلوب الدعوة الفردية، شبكة المسلم
- الدعوة الفردية، الشيخ عبد الرحمن العايد، موقع صيد الفوائد
- للدعاة فقط.. مدخل إلى فن الدعوة الفردية .. إدارة دعوية 1، مفكرة الإسلام، 12 يونيو 2005م
- قواعد في الدعوة الفرديَّة.. استشارتان، إسلام أون لاين، 4 مارس 2003م
- الدعوة الفردية.. بداية الطريق!!، إسلام أون لاين، 8 أكتوبر 2002
- دورة الدعوة الفردية، إخوان أون لاين:
  - الحلقة الأولي: الطريق السريع إلى القلوب، 11 أبريل 2004
  - الحلقة الأخيرة: الدعوة الفردية .. خطوات وعثرات ، 17 أبريل 2004
- دورة دعوة فردية للأخوات، بوربوينت، صيد الفوائد